# Horváth Júlia Borbála
Horváth Júlia Borbála (Budapest, 1962. április 12. –) író, kulturális antropológus. Szépirodalmi műveiben, cikkeiben és tudományos kutatásaiban is leginkább sorsok, női életutak, hétköznapi figurák nem hétköznapi történeteivel foglalkozik. Munkájával és elkötelezettségével a valódi civil öntudat helyreállítását igyekszik elősegíteni.

## Életpályája

### Sportolóként
1973 és 1978 között a Ganz Villamossági SK, 1979 és 1985 között a Vasas, 1986 és 1988 között a Csepel SC evezőse volt. Öt magyar bajnoki címet szerzett pályafutása alatt. Nyolcpárevezősben háromszoros (1985, 1986, 1987), kormányos négyesben és kétpárevezősben egyszeres (1984, 1986) magyar bajnok volt. Egypárevezősben kétszer bajnoki harmadik helyezést ért el (1982, 1986).
1981 és 1986 között a válogatott keret tagja volt. Részt vett az 1982-es luzerni és az 1983-as duisburgi világbajnokságon, ahol kormányos nélküli négypárezevősben 8. illetve 10. helyezést ért el társaival.
1984-ben a Testnevelési Főiskolán edzői oklevelet szerzett.

### Művészként
Sportolói pályafutása alatt/után bölcsészeti és nyelvi tanulmányokat folytatott, zenélt. 1996-ban alapította az Amazonas zenekart, amelyben szaxofonos volt.
Az 1990-es évek végén filmes és újságírói képesítést szerzett (KOS-18), majd a Magyar Televízió Théma szerkesztőségében dolgozott; dokumentumfilmeket forgatott. Vezető napi- és hetilapokban tárcákat, riportokat, novellákat írt (2010-ig), a Budapest folyóirat állandó szerzője lett (2020-ig); életképek, városi legendák nyomában járt. A Budapestben visszatérő témája volt a dunai evezés. 2013-ban három társával megalapította az Oroszlános Udvar kulturális magazint, amelyet napjainkban is szerkeszt.
Írásai, novellái jelennek meg közéleti és irodalmi lapokban (Hitel, Életünk, Litera, Előretolt Helyőrség, Székelyföld stb.).
Publikációi jelentek meg a XXI. századi nőtípus, az intermentalitás című témában (részletesebben ld. lentebb). Tizenegy részes dokumentumfilm-sorozatot készített a női és a férfi szerepek felcserélődéséről. Kulturális antropológus kutatóként kidolgozta a köztes vagy intermentalitás fogalomrendszerét, és a Corvinus Egyetemen PhD-címet szerzett. 2008-ban jelent meg első monográfiája, 2014-ben pedig első szépirodalmi kötete.
2019 óta a Magyar Írószövetség Szociográfiai Szakosztályának vezetője.

## Művei

### Tanulmánykötetek
- 2008. Újnőkorszak (L’Harmattan Kiadó) ISBN 9789632361017
- 2015. Lánylegény (L’Harmattan Kiadó) ISBN 9789632369464
- 2019. Női beszély. XXI. századi nőtípus, az intermentalitás; Kossuth Klub, Bp., ISBN 9789634142621
- 2020. Fecske füzetek I.: Konzervatív feminizmus (ePub) ISBN 9786150099200

### Szépirodalmi kötetek
- 2014. 33 áthalló c. – prózakötet (Ab Ovo) ISBN 9786155353512
- 2014. Egy város képei. – riportnovellák (Budapest Plusz) ISSN 2064-8304
- 2016. Munkakönyv – regény (Ab Ovo) ISBN 9786155640049
- 2018. március 8. Anyádat! – regény (Szülőföld Kiadó) ISBN 9786155847059
- 2020. Dunai história – regény (Gondolat Kiadó) ISBN 9789635560646

## Publikációk, előadások
- Szemelvények: mai magyar nők nyelvhasználata. Alkalmazott Nyelvészeti Közlemények, 2007. II/1.[7]
- A matriarchátus mint aranykor, az intermentalitás hőskora. E-tudomány, 2010/3.[8]
- A nemek köztes mentalitása. Hitel, 2013/V.[9]
- Férfi és női mentalitásminták a médiában. In.: Gecső Tamás, Sárdi Csilla (szerkesztő): Nyelvhasználat a médiában. Tinta Tankönyvkiadó, 2013.[10]
- Intermentality. E-conom, 2016. V/2.[11]
- A férfiak nőtörténelme (Arisztotelész és a nemi hierarchia). Közelítések, 2017/1–2. sz.[12]
- Pristine modernity (The History of Women by Men I-II.). Kultúra és közösség (KÉK) 2017/IV.[13]

## Recenziók, interjúk (IM)
- A. Gergely András: Lánylegény és női terek. Kultúra és Közösség, IV. folyam VI. évfolyam 2015/III. szám.[14]
- Czibere Ibolya-Takács Izolda: A determinizmus zsarnoksága. Lánylegény[15]
- Kortárs/Argejó Éva: Beszély a nőkről. https://www.kortarsonline.hu/aktual/interju-horvath-julia-borbalaval.html
- Nagykörút, Hatos csatorna, interjú: https://www.youtube.com/watch?v=PqXnlBVB6Qc
- Címlap, Hír Tv.: https://www.youtube.com/watch?v=LjotmPBaK1o
- Magyarország Felfedezése, bemutató: https://www.youtube.com/watch?v=wz2OHl8jUDs
- Magyar Nemzet/Nagy Koppány Zsolt: A Duna vezet a magyar történelem fejezetein. https://magyarnemzet.hu/kultura/a-duna-vezet-a-magyar-tortenelem-fejezetein-9090740/
- InfoRádió/Könyvpercek: https://infostart.hu/inforadio/konyvpercek/adasok/2020/12/05/a-konyvpercek-magazin-2020-december-5-i-adasa (stb.)